# Bataille de Kassala
Guerre des Mahdistes
Batailles
- Aba
- El Obeid
- Première bataille d'El Teb
- Deuxième bataille d'El Teb
- Tamai
- Trinkitat
- El Eilafun
- Abu Klea
- Abu Kru
- Khartoum
- Kirbekan
- Hashin
- Tofrek
- Ginnis
- Metemma
- Toski
- Agordat
- Barca
- Tokar
- Serobeti
- Agordat
- Kassala
- Gulusit
- 1er Sebderat
- 2e Sebderat
- Mokram
- Tucruf
- Firkat
- Hafir
- Bedden
- Redjaf
- Abu Hamed
- Atbara
- Omdurman
- Fachoda
- Gedaref
- Roseires
- Umm Diwaykarat

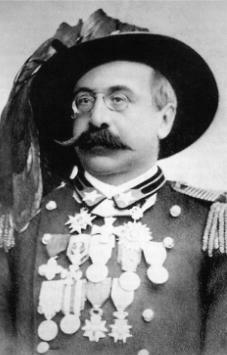
Le général Oreste Baratieri.

La bataille de Kassala a eu lieu le 17 juillet 1894 entre les troupes coloniales italienne et les mahdistes soudanais.

## Prélude
Malgré leur défaite à la deuxième bataille d'Agordat (21 décembre 1893), les Derviches maintiennent leurs intentions offensives et rallient 2 000 fantassins et 600 cavaliers à Kassala en juin 1894.

Le général Oreste Baratieri décide d'occuper Kassala, afin d'empêcher les attaques mahdistes sur l'Érythrée italienne, et profite de la crue du fleuve Atbara (juillet 1894), qui empêche l'adversaire d'envoyer des renforts depuis Khartoum, pour tenter une attaque surprise.

En effet, même avant Agordat, le général Baratieri avait exprimé l'opinion que quelque chose de ce genre devrait être fait tôt ou tard pour sécuriser ce côté et ne pas avoir à penser au Nord également dans le cas probable d'une guerre avec le Sud,. 
Le corps d'opération des troupes coloniales royales d'Érythrée a quitté Agordat le 12 juillet sous la direction du général Oreste Baratieri. Depuis Auasciait, le 14 juillet, Baratieri télégraphie à Rome : " J'espère attaquer Cassala mardi " et le mardi 17, à 10 heures, il annonce la victoire complète.

### Ordre de bataille italien
Le corps d'opération présentait un total de 56 officiers, 41 troupes italiennes, 16 jusbasci, 2 510 àscari, 146 chevaux, 248 mules et 183 chameaux, comme suit::
- Ier Bataillon indigène
- IIe Bataillon indigène
- IIIe Bataillon Indigène
- 2e escadron de cavalerie érythréen 'Cheren'.
- une section d'artillerie de montagne indigène/1ère batterie
- une section télégraphique
- une section de train d'artillerie
- une section santé
- une section de subsistance
- Bandes irrégulières de Barca
- Centurie présidentielle d'Agordat

## La bataille
Le 16 au soir, le camp était, comme prévu, placé dans la gorge de Sabderat. Les patrouilles envoyées vers Kassala n'ont signalé aucun mouvement de ce côté. Ayant décidé d'attaquer le camp mahdiste le lendemain, dans la nuit du 16 au 17, le général fit un grand rapport et donna aux officiers des instructions pour l'opération décisive. C'était une surprise, aussi la marche a dû se faire dans un silence absolu.

Le 17 juillet à 1 heure du matin, précédée par le 2e bataillon "Hidalgo", la colonne émergea de la gorge de Sabderat, se déploya et avança. Vers 6 heures du matin, la colonne italienne atteint le plateau de Kassala et se forme en deux carrés. Celui de l'avant-garde était commandé par le major Stefano Hidalgo, le gros par le général Baratieri.

Les Italiens repèrent les familles derviches qui fuient Kassala en passant par la rivière Gasc, et peu après six heures, on signale que la cavalerie Baggara et Jalin, qui, ignorant tout, était sortie de Kassala pour effectuer un raid, se dirige vers le sud. Des tirs d'avant-garde ont été ouverts contre elle. Peu après, le 2e escadron "Cheren", connu sous le nom de "Plumes de faucon", s'élance avec une charge complète qui fait fuir l'ennemi. Le capitaine Francesco Carchidio Malavolti meurt dans cette attaque.

Les Derviches se déploient, et Baratieri renforce le bataillon "Hidalgo" avec deux compagnies (les 2e et 4e compagnies du 3e bataillon) avec l'ordre d'attaquer. Hidalgo a ainsi pu surprendre et renverser l'ennemi et se jeter dans le camp et la ville.

La ville est occupée ; les derniers combats ont lieu entre les bâtiments, puis les derviches restants se retirent rapidement.

A 9 heures, le général Baratieri et le général Arimondi arrivent sur la place du marché tandis que les combats se poursuivent à l'intérieur du camp.

Une foule en larmes s'avance : ce sont des esclaves enchaînés.
Un compte rendu de la capture de Kassala a été publié dans le New York Times le 20 juillet 1894:
(EN)
"Rome, July 19.- ...The attack upon the earthworks of the Mahdists was at once ordered and a fiercely contested battle ensued. The Mahdists fought desperately, but were finally driven from there position, leaving hundreds of dead and wounded in and about the intrenchments. Being hotly pursued, the Mahdists scattered under a continuous fire, and many of them in their efforts to escape plunged into the River Adbara, hoping to reach the other side. ...Hundreds of the enemy were drowned, and it is believed that none succeeded in reaching the opposite bank."
(FR)
"Rome, 19 juillet - ...L'attaque des ouvrages en terre des mahdistes a été immédiatement ordonnée et une bataille âprement disputée s'est ensuivie. Les Mahdistes se sont battus désespérément, mais ont finalement été chassés de leur position, laissant des centaines de morts et de blessés dans et autour des tranchées. Poursuivis avec acharnement, les Mahdistes se sont dispersés sous un feu continu, et beaucoup d'entre eux, dans leurs efforts pour s'échapper, ont plongé dans la rivière Adbara, espérant atteindre l'autre rive... Des centaines d'ennemis ont été noyés, et on pense qu'aucun n'a réussi à atteindre la rive opposée."
(New York Times, 20 juillet 1894.  Italian victory in Africa; defeat of the mahdists and capture of Kassala - Victoire italienne en Afrique ; défaite des mahdistes et prise de Kassala.).

## Conséquences
Dans l'affrontement, les Italiens ont eu un officier (Francesco Carchidio Malavolti) et 27 soldats tués, 2 chefs (Ali Nurin, chef de la bande de Sabderat, et Mohamed Aroda, chef de la bande d'Ad Omar) et 39 ascari blessés, tandis que les derviches ont perdu 2 600 hommes.

Le butin s'élevait à 600 fusils, 700 lances, 100 sabres, 50 pistolets, 52 drapeaux, 10 negarit (grands tambours de guerre), 5 tambours, 10 liens de fer, 12 chevaux, 35 ânes, 12 chameaux, 2 canons de montagne et de nombreux troupeaux
.
En outre, les Italiens ont libéré de nombreux esclaves : plusieurs Blancs, une centaine du reste de la précédente garnison égyptienne, et un certain nombre de tribus locales, comme les Beni Amer
.
Les vainqueurs ont reçu 7 chevaliers, une médailles d'or de la valeur militaire (Carchidio), 13 médailles d'argent de la valeur militaire, 39 médailles de bronze de la valeur militaire, 29 citations et le capitaine Tommaso Salsa a été promu major (maggiore).
La nouvelle de la prise de Kassala, toujours considérée comme la citadelle avancée du mahdisme, a fait une grande impression en Europe. La presse et l'opinion publique en Angleterre ne tarissent pas d'éloges sur la vaillance des armes italiennes. L'empereur Guillaume II d'Allemagne, dès que la nouvelle lui est parvenue, a envoyé ses félicitations directement au roi, et le gouvernement, le 19 juillet, a envoyé le télégramme suivant à Baratieri:
« Rome, 19 juillet 94. - A vous, aux braves troupes dignes de l'Italie et de vous, les félicitations du gouvernement du Roi et les nôtres.
CRISPI - BLANC - MOCENNI. »
Le général Baratieri reste à Kassala jusqu'au 23 juillet avec le gros des troupes pour les dispositions nécessaires à la stabilité de l'occupation ; il laisse ensuite les Arimondi sur place jusqu'au 29 avec un bataillon pour aider le bataillon du major Domenico Turitto dans la construction du fort.Ce dernier s'y installe avec quatre compagnies, les bandes de Sabderat et Ad Omar et une section de deux pièces de montagne : 1 000 hommes en tou,.

Le fort érigé à Kassala sur ordre de Sa Majesté le Roi a été nommé "Fort Baratieri".

## Source
- (it) Cet article est partiellement ou en totalité issu de l’article de Wikipédia en italien intitulé « Battaglia di Cassala » (voir la liste des auteurs).